# Bird Island (Zuid-Georgia en de Zuidelijke Sandwicheilanden)
Vogeleiland (Engels: Bird Island) is een eiland bij de westpunt van Zuid-Georgia en maakt deel uit van de eilandengroep Zuid-Georgia en de Zuidelijke Sandwicheilanden die valt onder de Engelse kroon, maar bestuurd wordt vanuit de Falklandeilanden.
Het eiland is erg klein en leeg, maar het heeft wel een biologisch onderzoeksstation. Verder heeft het eiland, alsook de eilandengroep waartoe het eiland hoort, over het algemeen geen (permanente) bewoning.

## Fauna
Op het eiland leven:
- 65000 kerguelenzeeberen (ongeveer 1 voor elke 6 m² van het eiland)
- 50000 macaronipinguïns
- 15000 paar wenkbrauwalbatrossen
- 12000 paar grijskopalbatrossen
- 1000 paar reuzenalbatrossen
- 500 paar zuidelijke reuzenstormvogels (10% van de totale populatie van Zuid-Georgië)

Verder zijn er nog honderdduizenden andere zeevogels te vinden, zoals de ezelspinguïn. 27 van de 31 broedvogels van Zuid-Georgië komen op het eiland voor. In tegenstelling met het hoofdeiland komen op het eiland geen ratten voor.
Zuid-Georgia:

Zuid-Georgia · Annenkoveiland · Bird Island · Cooper Island · Graseiland · Pickersgilleilanden · Welkomeilanden · Williseilanden · Zwarte Rotsen · Aalscholversrotsen · Clerkerotsen

Zuidelijke Sandwicheilanden:

Traversay- en Lichtmiseilanden: Zavodovski-eiland · Leskoveiland · Visokoi-eiland · Lichtmiseiland · Vindicatie-eiland

Zuidelijke Thule-eilanden: Bellingshauseneiland · Cookeiland · Thule-eiland

Overige eilanden: Bristoleiland · Montagu-eiland · Saunderseiland